# Damia (cantante)
Marie-Luise Damien, detta Damia (Parigi, 5 dicembre 1889 – La Celle-Saint-Cloud, 30 gennaio 1978), è stata una cantante e attrice francese.
Apprezzata per le sue interpretazioni di canzoni, in particolare Les Goélands, Mon matelot, La Mauvaise prière, e per i suoi ruoli tragici, fu molto celebre negli anni trenta.

## Biografia
I genitori erano originari dei Vosgi: il padre, Nicolas Damien, era nato a Nonville e la madre, Maria Giuseppina luisa Claudia era di Darney. Maria Luisa andava sovente in vacanza a Darney, presso i nonni materni, che possedevano una fattoria, prima che i genitori si trasferissero a Parigi ove il padre era divenuto poliziotto.
All'età di quindici anni Damia lasciò la casa paterna e trovò un ruolo di comparsa al théâtre du Châtelet. Fu notata da Roberty, marito della nota cantante Fréhel, che le impartì lezioni di canto e con il quale avrà, molto dopo, una relazione amorosa. Dal 1908 si esibì sulle scene di caffè concerto quali la Pépinière-Opéra, il Petit Casino e l'Alhambra.
Divenne la vedette d'uno spettacolo del caf' conc' di Félix Mayol. Sacha Guitry sosteneva che fu lui a consigliarle di vestirsi in nero, disegnò la sua silhouette, imponendo così uno stile alle cantanti realiste che le successero, quali Édith Piaf e Juliette Gréco. Ma in un'intervista alla radio ella affermò che l'idea dell'abito nero venne a Max Dearly. Ella impose una rottura scenica abbandonando la scenografia a vantaggio del solo sipario nero. Cantava senza microfono, vestita di nero, con sipario nero, fu la prima "cantante in nero". La sua estetica scenica s'iscrive nell'espressionismo e il rinnovo drammatico di Jacques Copeau.
Ella frequentò molto presto il circolo letterario femminile e lesbico attorno alla poetessa Natalie Clifford Barney. Ella vi frequentò Romaine Brooks, Gabrielle Bloch, conosciuta come Gab Sorère, Loïe Fuller e in questo contesto, incontrò l'architetto, arredatrice e designer Eileen Gray, con la quale ebbe una relazione amorosa. Gray creò per la cantante la sua prima poltrona detta «a sirena». 
Parallelamente, ella ebbe alcuni ruoli notevoli nel cinema.
Damia registrò il 28 febbraio 1936 la canzone suicidogena  Sombre Dimanche (Triste domenica) di Laszlo Javor e Rezső Seress, la cui interpretazione fu vietata al pubblico dalla sua creazione..
Adulata dal pubblico nel periodo fra le due guerre mondiali, la sua immagine venne occultata nel dopoguerra da idoli più giovani, in particolare da Édith Piaf. Tuttavia trionfò in un recital presso la Salle Pleyel nel 1949 e compì una tournée in Giappone nel 1953. Ritornò sulle scene a Parigi nel 1954, all'Olympia, con in primo piano Jacques Brel, allora esordiente, e poi nel 1955. In seguito si ritirò a vita privata.
Nel 1963, l'Accademia Charles-Cros le assegnò il Gran Premio per il suo disco Les Belles Années du Music Hall, una compilazione. Questa consacrazione tardiva suonò un po' come un risarcimento per l'oblio da parte dell'accademia, ma anche come un'occasione unica di renderle il più bello degli omaggi, visto che la consegna del premio si fece sotto l'alto patronato del Presidente della Repubblica francese, allora che erano trascorsi otto anni da quando Damia si era ritirata dal music-hall.
Battezzata "la trageda della canzone", ella fu anche ammirata da scrittori di tutto rispetto, da Jean Cocteau a Robert Desnos. Più avanti, cineasti come Jean Eustache, Aki Kaurismäki o Claude Chabrol rifecero sentire le sue canzoni.
Damia morì brutalmente il 30 gennaio 1978 a La Celle-Saint-Cloud a causa di una caduta accidentale su un trasporto pubblico. Anche se all'epoca fu avanzata la tesi del suicidio, si noterà un decesso quasi conforme a un repertorio di opere musicali consacrati prevalentemente ai mutilati, ai feriti in incidenti e a vittime della malasorte.
La sua salma è stata inumata nel cimitero parigino di Pantin.

## Memoria

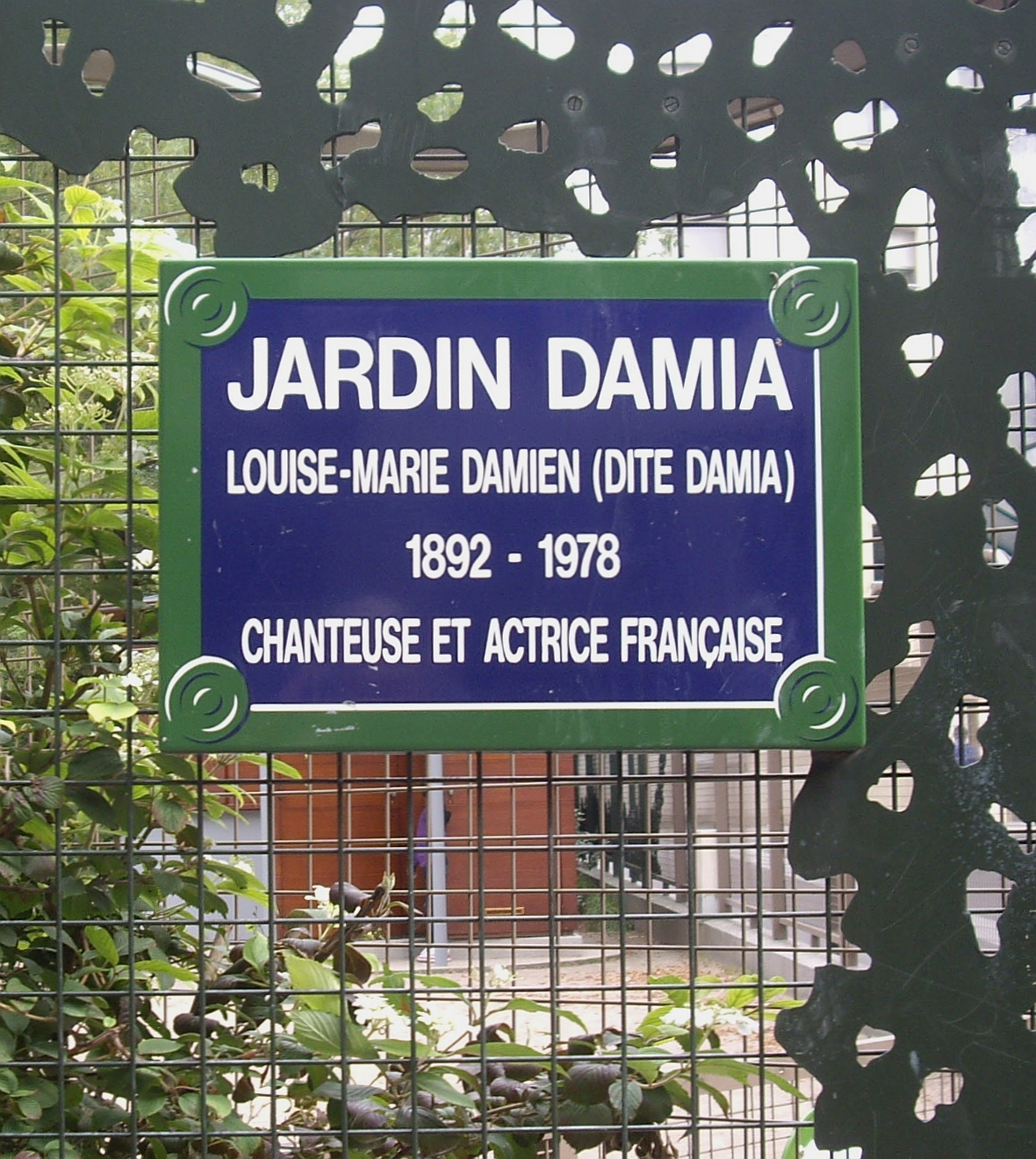
Cartello del giardino Damia nell'XI arrondissement di Parigi. Il nome Louise-Marie riprende l'ordine ritrovato nell'atto di nascita di Damia. La data di nascita sul cartello è errata: Damia nacque nel 1889.

- Negli anni 1930, Damia era nota per il suo abbigliamento nero e il rifiuto di avere dietro di lei uno scenario dipinto, cosa nuova per quei tempi[8].
- Paul Colin aveva dipinto, in un cartellone, il ritratto di Damia.
- La sua modernità ha influenzato numerosi artisti della seconda metà del XX secolo, quali Édith Piaf[8], che riprese alcuni titoli e gesti di Damia, Barbara[2], Jacques Brel, vedi Serge Gainsbourg[9].
- Nel 1997 è stato creato nell'XI arrondissement di Parigi un giardino intitolato «Espace vert écologique», denominato Jardin Damia in omaggio alla cantante[10].
- Un museo dedicato a Damia è stato inaugurato il 22 settembre 2018 nel castello di Darney su iniziativa dell'associazione degli Amici del patrimonio di Darney e di collezionisti parigini.

## Opere

### Canzoni (selezione)
- Du gris
- Un souvenir (redécouvert dans La maman et la putain di Jean Eustache e Il fiore del male (La Fleur du mal) di Claude Chabrol)
- La Venenosa
- Calvaire d'amour
- Brouillard
- J'ai peur
- Les cloches n'ont pas sonné

1926
- Hantise

1927
- La Rue de la Joie
- Les Deux Ménétriers (testo di Jean Richepin)

1928
- La Chaîne
- Dis-moi
- Ploum ploum ploum

1929
- Les Goélands (parole e musica di Lucien Boyer)
- L'Orgue (testo di Charles Cros)
- L'Esclavage

1930
- J'ai l'cafard
- C'est mon gigolo
- Le Grand Frisé
- Depuis que les bals sont fermés

1931
- Tu ne sais pas aimer (Canzone del film Sola)
- Les Nocturnes
- Je voudrais que la nuit
- Complainte de Mackie (tratta dalla versione francese de L'opera da tre soldi di Kurt Weill e Bertolt Brecht)
- Pour un seul amour
- Ce n'est pas toujours drôle (Canzone tratta dal film Di notte a Parigi (Un soir de rafle)
- La Plus Belle Chanson
- Amours de minuit
- On ne lutte pas contre l'amour (versione francese della canzone tedesca Leben ohne liebe kanst du nicht interpretata da Marlene Dietrich)
- Il ne reste rien
- La Chanson du passé

1932
- Mon matelot
- Les Inquiets
- De profundis
- Berceuse tendre (Il fait si bon près de toi) (Léo Daniderff - Daniderff, Ronn)

1933
- Beau petit marin de passage
- La Veuve
- Pour en arriver là
- Complainte (canzone tratta dal film Il delitto della villa (La Tête d'un homme)
- J'ai bu
- La Garde de nuit à l'Yser
- La Suppliante
- Chansons gitanes - Chanson de route
- Chansons gitanes - Chanson à boire
- La Chanson des flots
- Roule ta bosse
- Chantez pour moi, violons (version francese di Play Fiddle, Play)
- Pluie
- Tout le jour, toute la nuit (versione francese di Night and Day di Cole Porter)

1934
- La Guinguette a fermé ses volets
- En maison
- Toboggan
- Moi... j'm'ennuie (musica di Wal-Berg)

1935
- La Mauvaise prière
- Mon phono chante
- J'ai perdu ma jeunesse

1936
- Du soleil dans ses yeux
- Triste domenica (Sombre Dimanche)
- C'est la guinguette
- Celui qui s'en va
- Aux quatre coins de la banlieue (parole di Michel Vaucaire)
- Aimez-vous les moules marinières ? (parole di Henri Varna e Michel Vaucaire)
- Celui qui s'en va (parole di Charles Richter, musica di Tiarko Richepin)

1937
- L'Étranger (musica di Robert Juel e di Marguerite Monnot)

1938
- Johnny Palmer (parole di Christian Vebel)
- Personne (parole e musica di Michel Emer)
- C'est dans un caboulot
- La Malédiction
- Café chantant

1939
- Tout fout le camp (parole di Raymond Asso)
- Balalaïka (Charlys - Maurice Vandair, Gastil)

1941
- Tourbillons d'automne

1942
- Mon amour vient de finir (parole di Édith Piaf e musica di Marguerite Monnot)

1943
- Dans ma solitude

1944
- Ma rue
- On danse à La Villette
- Bonjour mon chien

1948
- La Femme à la rose

1952
- Deux femmes

### Filmografia
- 1927 : Napoleone, di Abel Gance
- 1930 : Tu m'oublieras di Henri Diamant-Berger
- 1931 : Sola, di Henri Diamant-Berger
- 1932 : Il delitto della villa  (La Tête d'un homme), di Julien Duvivier
- 1937 : Le perle della corona (Les Perles de la couronne), di Sacha Guitry e Christian-Jaque
- 1955 : Goubbiah, mon amour, di Robert Darène
- 1956 : Notre-Dame de Paris, di Jean Delannoy

### Teatro
- 1927 : Le Procureur Hallers di Louis Forest ed Henry de Gorsse da Paul Lindau, théâtre de l'Odéon
- 1930 : La Rivista miliardaria all'Apollo con Vera Amazar, Ruth Virginia Bayton[11].